# Vol 72 de Qantas
El vol 72 de Qantas (QF72) és un vol programat entre l'Aeroport de Singapur-Changi i l'Aeroport de Perth. El 7 d'octubre del 2008, l'Airbus A330-300 que l'operava dugué a terme un aterratge d'emergència a l'Aeroport Learmonth, prop d'Exmouth (Austràlia Occidental), com a conseqüència d'un accident en ple vol que havia fet que l'avió iniciés un descens ràpid com a resultat de dues maniobres no ordenades pels pilots. Molts passatgers i tripulants quedaren ferits de consideració. La investigació de l'Oficina Australiana de Seguretat en el Transport conclogué que l'incident s'havia produït a causa d'un defecte en una de les tres unitats de referència inercial de dades anemobaromètriques de l'avió, juntament amb una limitació de l'ordinador primari de comandament de vol de l'A330 que no s'havia detectat anteriorment.